# Tillandsia toropiensis
Tillandsia toropiensis là một loài thuộc chi Tillandsia. Đây là loài bản địa của Brasil.